# Territoires sous tutelle des Nations unies

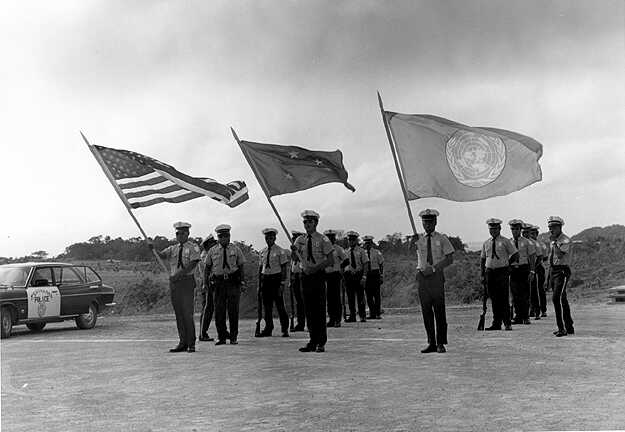
La police du district de Palaos accueille la mission de visite de l'ONU dans le territoire sous tutelle des îles du Pacifique (1973).

Les territoires sous tutelle des Nations unies ont succédé aux mandats restants de la Société des Nations et ont vu le jour lorsque la Société des Nations a cessé d'exister en 1946. Tous les territoires sous tutelle étaient administrés par le Conseil de tutelle des Nations unies. Ce concept est distinct de celui de territoire temporairement et directement gouverné par les Nations unies. 

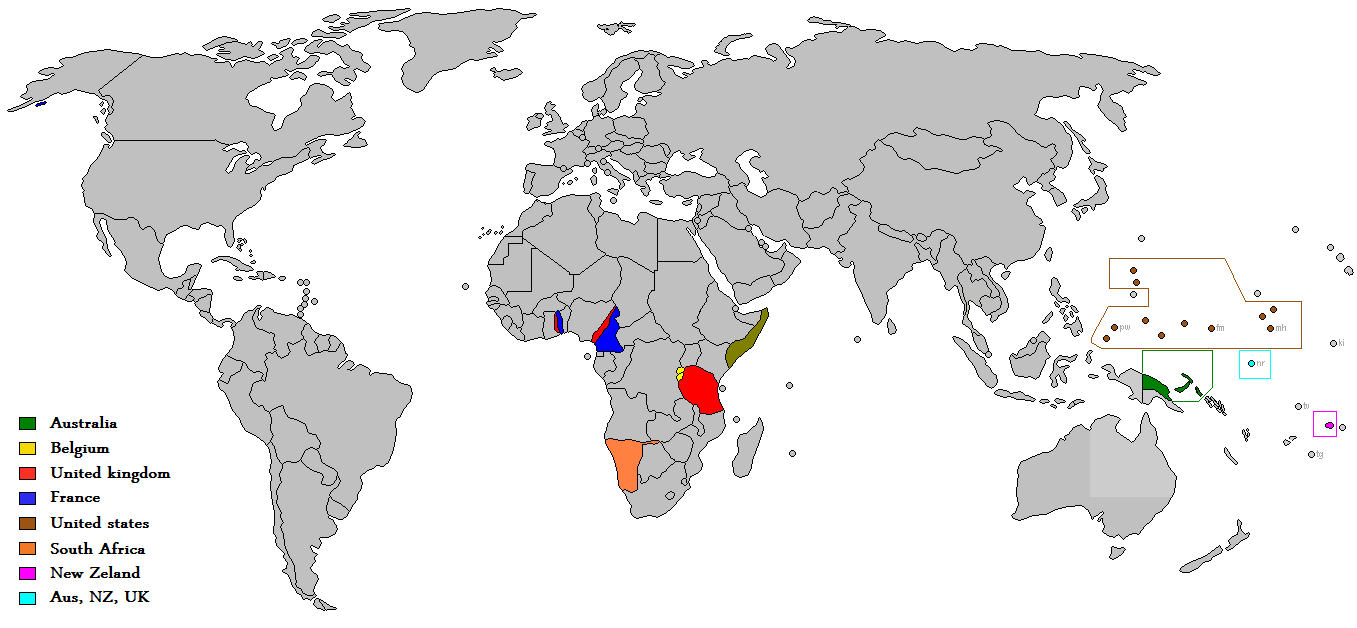
Territoires sous tutelle de l'ONU par administrateur.

Le seul mandat de la Société des Nations auquel n'a pas succédé un territoire sous tutelle est le Sud-Ouest africain, à la demande de l'Afrique du Sud. Le régime d'apartheid de l'Afrique du Sud a refusé de s'engager à préparer le territoire à l'indépendance et à la règle de la majorité, comme l'exigeaient les directives relatives aux territoires sous tutelle, entre autres objections. Le Sud-Ouest africain a finalement obtenu son indépendance en 1990 sous le nom de Namibie.  
Tous les territoires sous tutelle ont atteint l'autonomie ou l'indépendance. Les derniers sont les Palaos, qui faisaient auparavant partie du territoire sous tutelle des îles du Pacifique et qui est devenu un État membre des Nations unies en décembre 1994.

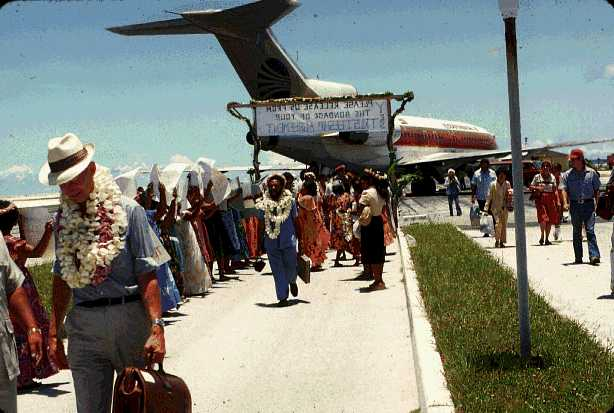
Arrivée de la mission de visite des Nations unies à Majuro, territoire sous tutelle des îles du Pacifique (1978). La pancarte indique "Veuillez nous libérer de l'esclavage de votre accord de tutelle".

## Territoires sous tutelle (et puissances tutrices)

### AnciensSchutzgebieteallemande
Tous ces territoires étaient auparavant des mandats de la Société des Nations.
| Territoires sous tutelle      | Puissance tutrice | Nom antérieur               | Ancienne puissance coloniale | Remarques | États actuels             |
| ----------------------------- | ----------------- | --------------------------- | ---------------------------- | --- | ------------------------- |
| Cameroun britannique          | Royaume-Uni       | Kamerun                     | Empire colonial allemand     | À la suite d'un référendum, sa partie septentrionale est rattaché au Nigeria en mai 1961 et sa partie méridionale au Cameroun en octobre 1961. | Nigeria Cameroun          |
| Cameroun français             | France            | Kamerun                     | Empire colonial allemand     | Indépendance sous le nom de République du Cameroun en 1960. | Cameroun                  |
| Territoire de Nouvelle-Guinée | Australie         | Nouvelle-Guinée allemande   | Empire colonial allemand     | En 1975, les deux entités ont été légalement unifiées et ont obtenu l'indépendance en tant que Papouasie-Nouvelle-Guinée. La moitié occidentale de l'île, autrefois néerlandaise et aujourd'hui indonésienne, n'a jamais fait partie des deux territoires. | Papouasie-Nouvelle-Guinée |
| Ruanda-Urundi                 | Belgique          | Afrique orientale allemande | Empire colonial allemand     | Indépendance séparée en 1962 en tant que République du Rwanda et Royaume du Burundi. | Rwanda Burundi            |
| Tanganyika                    | Royaume-Uni       | Afrique orientale allemande | Empire colonial allemand     | Indépendance accordée en 1961. Fédéré avec l'ancien protectorat britannique de Zanzibar en 1964 pour former la Tanzanie. | Tanzanie                  |
| Togo français                 | France            | Togoland                    | Empire colonial allemand     | Devenu indépendant en tant que Togo en 1960. | Togo                      |
| Togoland britannique          | Royaume-Uni       | Togoland                    | Empire colonial allemand     | Ce territoire a été fusionné en 1956 avec la colonie britannique de la Côte-de-l'Or, qui a obtenu son indépendance en tant que Ghana en 1957. | Ghana                     |
| Samoa                         | Nouvelle-Zélande  | Samoa allemandes            | Empire colonial allemand     | Indépendance accordée en 1962, connue depuis 1997 sous le nom de Samoa. | Samoa                     |

### Anciennes colonies allemandes et japonaises
| Territoires sous tutelle                      | Puissance tutrice | Nom antérieur                | Ancienne puissance coloniale | Remarques | États actuels                                                           |
| --------------------------------------------- | ----------------- | ---------------------------- | ---------------------------- | --- | ----------------------------------------------------------------------- |
| Nauru                                         | Australie         | Nouvelle-Guinée allemande    | Empire colonial allemand     | Indépendance accordée en 1968. | Nauru                                                                   |
| Territoire sous tutelle des îles du Pacifique | États-Unis        | Mandat des îles du Pacifique | Empire du Japon              | Devenu Commonwealth américain en 1986. Est devenu un État associé des États-Unis après avoir signé un accord de libre association en 1986. Est devenu un État associé des États-Unis après avoir signé un accord de libre association en 1986. Est devenu un État associé des États-Unis après avoir signé et ratifié un accord de libre association entré en vigueur en 1994. | Îles Mariannes du Nord Îles Marshall États fédérés de Micronésie Palaos |

### Anciennes possessions italiennes
| Territoire sous tutelle               | Puissance tutrice | Nom antérieur               | Ancienne puissance coloniale | Remarques | États actuels |
| ------------------------------------- | ----------------- | --------------------------- | ---------------------------- | --- | ------------- |
| Territoire sous tutelle de la Somalie | Italie            | Afrique orientale italienne | Empire colonial italien      | En 1960, le Trust Territory a fusionné avec l'ancien protectorat britannique du Somaliland pour former la République somalienne. | Somalie       |

## Territoires sous tutelle proposés
- Jérusalem : Selon le plan de partage des Nations unies pour la Palestine, Jérusalem serait devenue un territoire de corpus separatum sous l'administration du Conseil de tutelle des Nations unies. Les Arabes palestiniens et le Yishuv se sont opposés à cette solution.
- Corée : Lors des pourparlers en temps de guerre, Franklin D. Roosevelt a proposé que la Corée soit placée sous une administration tutélaire américano-soviétique. Ce plan a été éclipsé après la mort de Roosevelt le 12 avril 1945, bien qu'il ait été exprimé lors de la conférence de Moscou de décembre, et a provoqué des troubles civils considérables en Corée.
- Vietnam, Laos et Cambodge  : Roosevelt a également proposé que l'Indochine française soit placée sous une tutelle internationale comme alternative à la souveraineté française et à l'indépendance immédiate[1].
- Libye italienne : Entre 1945 et 1947, l'Union soviétique a fait diverses propositions pour que la Tripolitaine soit placée sous tutelle soviétique pendant dix ans, ou sous une tutelle conjointe avec le Royaume-Uni et les États-Unis, ou encore que la Libye dans son ensemble devienne une tutelle italienne.
- Palestine mandataire : Le gouvernement américain de Harry Truman a proposé un statut de tutelle des Nations unies pour la Palestine mandataire en 1948[2].
- Îles Ryukyu et Bonin : le traité de San Francisco comprenait des dispositions qui donnaient aux États-Unis le droit de convertir leur administration sur les îles Ryukyu et Bonin en un territoire sous tutelle, mais ils ne l'ont jamais fait avant que la souveraineté ne soit volontairement restituée au Japon.